# 達布斯河

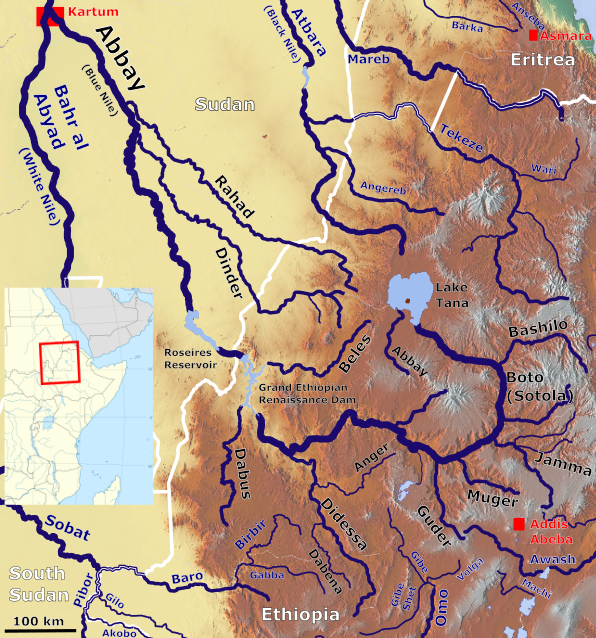

達布斯河是埃塞俄比亞的河流，位於該國西南部，該河流屬於青尼羅河流域的一部分，河道全長約200公里，流域面積21,000平方公里。
10°36′38″N 35°8′58″E / 10.61056°N 35.14944°E